# San Giovanni in Ayno

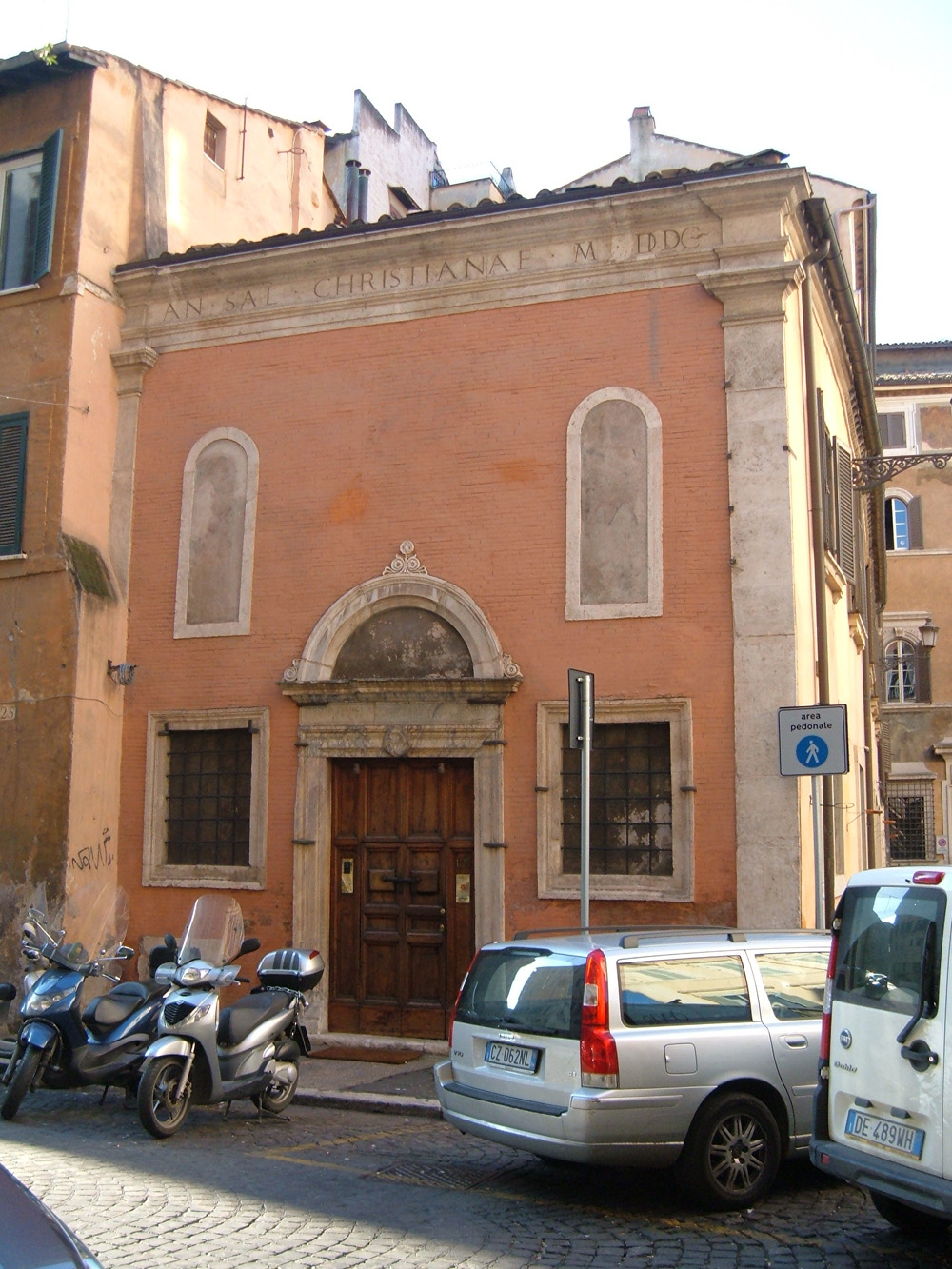
Fassade der Kirche

Die ehemalige Kirche San Giovanni in Ayno ist ein Gebäude im historischen Zentrum Roms. Das ehemalige katholische Gotteshaus befindet sich im Stadtteil Regola, an der Kreuzung von Via di Monserrato und Piazza de’ Ricci.

## Geschichte und Beschreibung

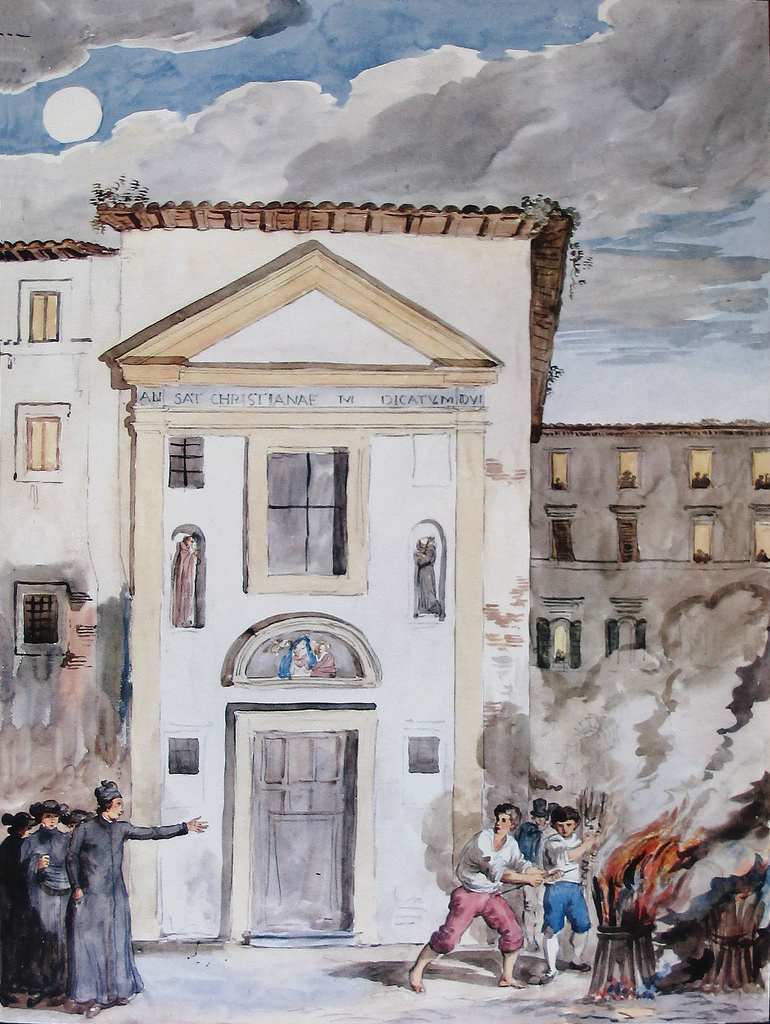
Die Kirche auf einem Aquarell von Achille Pinelli (1834)

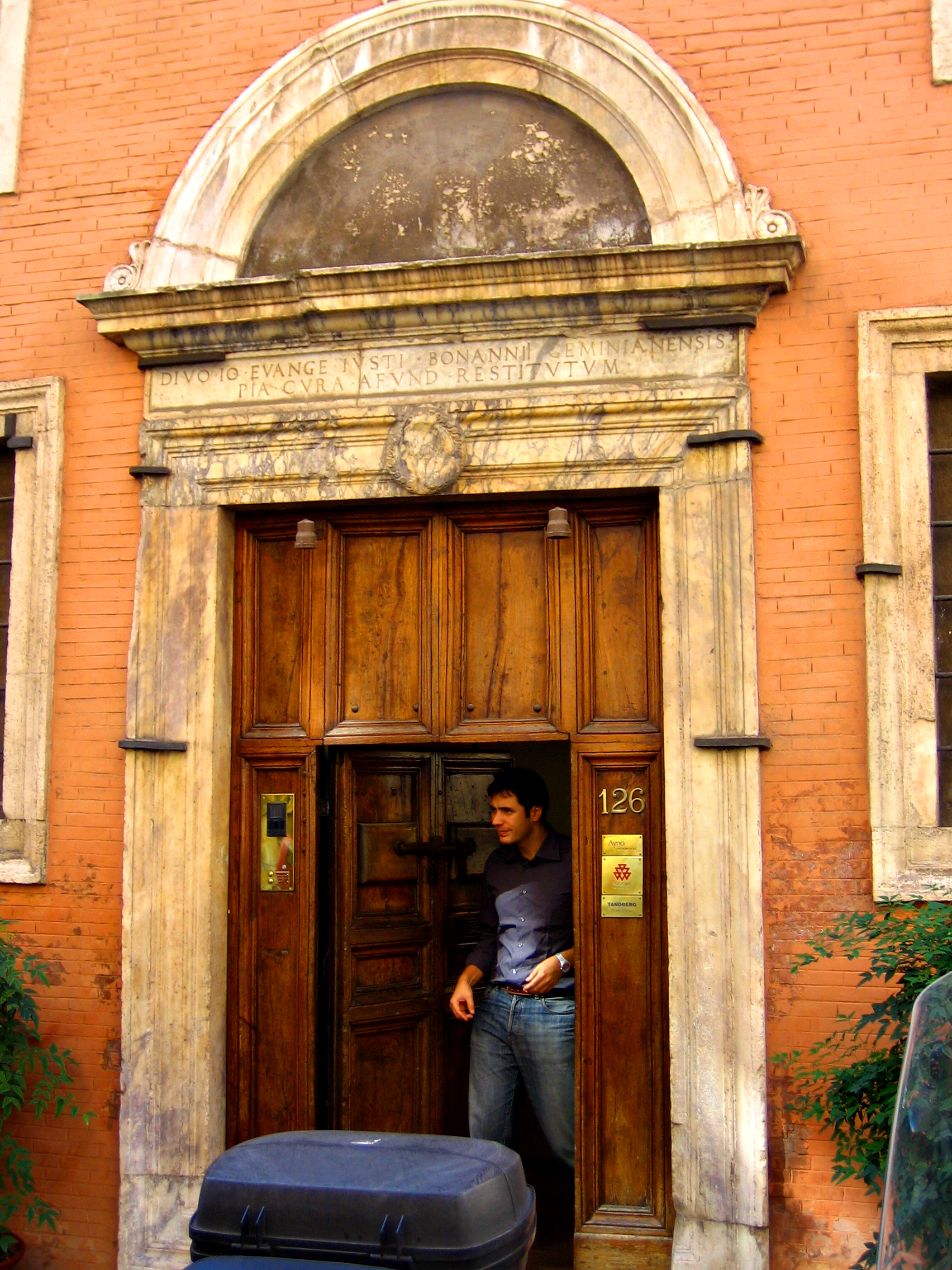
Das Portal

Das Baudatum dieser Kirche ist nicht bekannt; sie wird erstmals in einem Dokument von Papst Urban III. aus dem Jahr 1186 unter den Nebenkirchen von San Lorenzo in Damaso erwähnt. Im Katalog von Cencio Camerario (Ende des 12. Jahrhunderts) wird sie unter der Nummer 277 mit dem Namen Sancto Johanni in Agina erwähnt. In Dokumenten des 14. und 15. Jahrhunderts wird sie mit verschiedenen Namen erwähnt, darunter in agina (oder in aginus) und in ayno. Es gibt mehrere Hypothesen oder Spekulationen über den Ursprung dieses Namens:
- Nach Nibby leitet sich der Appellativ in Ayno vom Namen der Familie ab, welche die Kirche gegründet hat,[4] eine Hypothese, die von Armellini als unbegründet zurückgewiesen wird
- Armellini hingegen stellt die Hypothese auf, dass der Begriff Ayno eine volkstümliche Falschaussprache des lateinischen agnus (Lamm) ist, ein Bild, das in der christlichen Ikonographie mit Johannes dem Täufer in Verbindung gebracht wird. Wahrscheinlich schmückte ein Gemälde, das den Täufer mit dem Lamm zeigt, die Fassade der kleinen Kirche und dies führte zu dem volkstümlichen Namen: Von Johannes in agno ging er über in agino und schließlich zu ayno.[5] Hülsen lehnt diese These ab, und zwar aus dem einfachen Grund, weil der Titel der Kirche nicht Johannes der Täufer, sondern Johannes der Evangelist war.[6]
- Eine letzte Hypothese (Rendina) besagt, dass sich der Begriff ayno auf das semitische Wort ain, d. h. Quelle, bezieht, und zwar im Zusammenhang mit den antiken Quellen in diesem Gebiet.[1]

Die Kirche war vom Ende des 14. Jahrhunderts bis zur Reform der Pfarren durch Papst Leo XII. am 1. November 1824 Pfarrkirche. Von da an ging die Seelsorge an die Kirche Santa Lucia del Gonfalone über. Zwischen 1585 und 1597 übernahm sie einen Teil der Zuständigkeiten der aufgehobenen Pfarrei Sant’Andrea di Nazareth (auch Sant’Andrea de Azanesi genannt). 1805 wurde die aufgehobene Pfarrei San Nicola degli Incoronati eingegliedert. Im Jahr 1566 bestand die Pfarrei aus vierzig Familien und etwa 300 Gläubigen. 1660 wurde die Anwesenheit von etwa sechzig Familien dokumentiert, aber 1697 sank die Zahl auf etwa dreißig.
Nach Adinolfi hatte die mittelalterliche Kirche einen basilikalen Innenraum, dem ein kleiner Säulengang vorgelagert war, was darauf schließen lässt, dass das damalige Gebäude viel größer war als das heutige. Die Inschrift auf dem Architrav des Portals erinnert daran, dass die Kirche von Giusto Bonanni aus San Geminiano wiederaufgebaut wurde.  Das Datum dieses Wiederaufbaus ist ungewiss, da die Jahreszahl auf dem Türsturz zerstört ist: Man nimmt an, dass es 1590 oder 1599 war, aber der Stil der Fassade lässt auf das Ende des 15. oder den Beginn des 16. Jahrhunderts schließen.
Zwischen 1552 und 1571 war sie Sitz der Bruderschaft Orazione e Morte, welche die Kirche restaurieren ließ. In einem Bericht von 1660 wird die Kirche folgendermaßen beschrieben:

„Sie ist 56 Palmi lang von der Altarikone bis zum Gittertor und weitere 14 Palmi vom besagten Tor bis zum Haupttor der Straße: Sie ist 32 Palmi breit.
Sie hat nur ein Schiff, ist überdacht, hat einen Chor, einen Glockenturm mit zwei kleinen Glocken und eine weitere kleine Glocke in der Tür der Sakristei. Sie hat nur einen Altar mit einem vergoldeten Holztabernakel, in dem das heilige Sakrament der Eucharistie aufbewahrt wird. Beim Altar ist das Bild der Heiligen Jungfrau Maria an die Wand gemalt, auf der Evangelienseite in einer gemalten Nische und auf Leinwand das Bild des Titularheiligen Johannes des Evangelisten, auf der Epistelseite das Bild des Heiligen Ludwig, König von Frankreich, ebenfalls auf Leinwand in einer anderen Nische gemalt. Der Boden ist gefliest.
Die Kirche hat eine Fassade an der Hauptstraße mit zwei Fenstern mit Eisengittern: der Giebel wurde 1590 von Iusto Bonani erbaut, wie aus einer Inschrift am Giebelkopf hervorgeht, darüber an der Wand ein Gemälde von Gottvater und auf der rechten Seite Johannes der Täufer, links der Schutzpatron, und über der Tür ein Heiliges Bild der heiligen Jungfrau und Mutter Christi mit dem Kind im Arm.“

Die beiden Seitenaltäre, die dem Hl. Johannes dem Evangelisten bzw. der Heiligen Anna geweiht sind, wurden in den letzten beiden Jahrzehnten des 17. Jahrhunderts errichtet. Sie wurden mit zwei Gemälden von Giulio Ricci und Ferdinando Bonaventura Paoli geschmückt. Zu Beginn des 18. Jahrhunderts wurde die Kirche weiter umgebaut und am 30. November 1729 neu geweiht.
In den Reiseführern für Rom ab dem 18. Jahrhundert werden diese Werke erwähnt: die Hl. Anna mit dem Kind Maria von Giuseppe Passeri; die Geburt Jesu von Antonio Amorosi; Hl. Johannes der Täufer und Hl. Philipp Neri von Giacomo Diol; Johannes der Evangelist von Giovanni Conca (auch Sebastiano Conca zugeschrieben); die Grabrede des Pfarrers Porfirio Antonini von Bernardino Ludovisi.
Nach der Aufhebung der Pfarrei erfüllte die Kirche ihre sakralen Funktionen bis 1895, als sie profaniert und als Lager für Baumaterialien genutzt wurde. Nach dem Erdbeben vom 31. August 1909, bei dem die Fassade schwer beschädigt wurde, wurden bis 1911 alle Innenausstattungen entfernt, mit Ausnahme des Freskos der Madonna della Salute, das im Obergeschoss noch teilweise erhalten ist. Das Innere wurde im Jahr 1913 mit einem Dachgeschoss unterteilt und als Privatwohnung mit Lagerräumen im Erdgeschoss genutzt. Nach dem Krieg wechselte das Gebäude mehrmals den Besitzer und wurde als Kabarett, als amerikanische Schule, als Antiquitätengeschäft und als Privatwohnung genutzt. Heute ist es im Besitz eines gleichnamigen Vereins.
Ende 2013 wurde in einer Privatsammlung ein großes Gemälde des Evangelisten Johannes in sehr schlechtem Erhaltungszustand gefunden, das mit „J.C.“ signiert und auf 1728 datiert ist. Es wird angenommen, dass Giovanni Conca dieses Werk anlässlich der Wiedereinweihung der Kirche im Jahr 1729 geschaffen hat. Das Werk wurde von verschiedenen Autoren wie Nibby beschrieben und findet sich in historischen Chroniken bis zur Enteignung der Kirche nach ihrer Dekonsekration.